# Tonopah (Nevada)
Tonopah é uma Região censo-designada localizada no estado americano de Nevada, no Condado de Nye. Essa região é localizada a pouco mais de 100 km da Área 51. O local é tão secreto que nem mesmo os membros da comunidade de Inteligência dos EUA falam a respeito. Há inúmeras especulações a respeito de aparições de UFOs no local misterioso.
Uma das áreas de teste de Tonopah, a F-117, abrigava alguns aviões furtivos e foi mantida em segredo absoluto por anos, sendo que apenas o presidente dos EUA e poucas de suas pessoas de confiança sabiam da existência do esconderijo. A área supersecreta já não abriga esses aviões, mas a base continua funcionando.

## Geografia
De acordo com o United States Census Bureau tem uma área de 42,0 km², dos quais 42,0 km² cobertos por terra e 0,0 km² cobertos por água. Tonopah localiza-se a aproximadamente 1843 m acima do nível do mar.

### Localidades na vizinhança
O diagrama seguinte representa as localidades num raio de 132 km ao redor de Tonopah.

## Demografia
Segundo o censo americano de 2000, a sua população era de 2627 habitantes.

## Lista de marcos
A relação a seguir lista as entradas do Registro Nacional de Lugares Históricos em Tonopah. O primeiro marco foi designado em 13 de junho de 1972 e o mais recente em 28 de fevereiro de 1990.
- Arthur Raycraft House
- Bass Building
- Belmont
- Board and Batten Cottage
- Board and Batten Miners Cabin
- Brann Boardinghouse
- Brokers Exchange
- Cada C. Boak House
- Cal Shaw Adobe Duplex
- Cal Shaw Stone Row House
- Campbell and Kelly Building
- Charles Clinton Stone Row House
- Combellack Adobe Row House
- Dr. J. R. Masterson House
- E. E. Burdick House
- E. R. Shields House
- Frame Cottage
- Frank Golden Block
- George A. Bartlett House
- H. A. McKim Building
- Hugh H. Brown House
- Irving McDonald House
- Jim Butler Mining Company Stone Row Houses
- John Gregovich House
- Judge W. A. Sawle House
- Mizpah Hotel
- Nevada-California Power Company Substation and Auxiliary Power Building
- Nye County Courthouse
- Nye County Mercantile Company Building
- Samuel C. Dunham House
- St. Marks P. E. Church
- State Bank and Trust Company
- Stone Jail Building and Row House
- Tonapah Liquor Company Building
- Tonapah Mining Company Cottage
- Tonapah Mining Company House
- Tonapah Public Library
- Tonapah Volunteer Firehouse and Gymnasium
- Tonapah-Extension Mining Company Power Building
- Tybo Charcoal Kilns
- Uri B. Curtis House
- Uri B. Curtis House/Tasker L. Oddie House
- US Post Office-Tonopah Main
- Verdi Lumber Company Building
- Water Company of Tonapah Building
- Wieland Brewery Building
- Zeb Kendall House